# ونچنا
ونچنا (به لهستانی: Łęczna) یک شهر و گمینا در لهستان است که در گمینا ونچنا واقع شده‌است. ونچنا ۱۱٫۰۰ کیلومتر مربع مساحت و ۱۸٬۸۱۲ نفر جمعیت دارد.

## خواهرخوانده
شهر هایدوهادهز خواهرخواندهٔ ونچنا هست.